# 9719 Якаґе
9719 Якаґе (9719 Yakage) — астероїд головного поясу, відкритий 18 лютого 1977 року.
Тіссеранів параметр щодо Юпітера — 3,333.
Названо на честь Якаґе (яп. やかげ(矢掛)).